# Wielka Szpera
Wielka Szpera (niem. Allgemeine Gehsperre) – akcja deportacji około 15 tys. dzieci, starców, chorych i niepracujących z łódzkiego getta do obozu zagłady w Chełmnie nad Nerem, pomiędzy 5 a 12 września 1942. Według oficjalnych danych do obozu zagłady deportowano 15 681 osób, ponadto zamordowano kilkaset osób za stawianie oporu oraz 35 osób powieszono za próby ucieczki z transportu lub opuszczenie miejsca pracy.

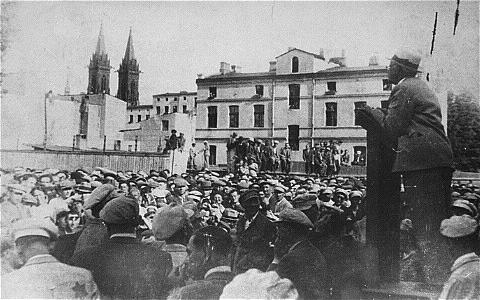
Chaim Rumkowski przemawiający na placu Strażackim przy Lustige Gasse 14 (obecnie plac pomiędzy budynkami przy ul. Zachodniej 12 i 14 w Łodzi)

## Geneza nazwy
5 września 1942 na murach getta pojawiło się obwieszczenie informujące o całkowitym wstrzymaniu ruchu ludności w getcie (niem. Allgemeine Gehsperre – całkowity zakaz opuszczania domów). To od słowa Gehsperre akcję nazywano Szperą.

## Historia
Decyzja o deportacji z getta dzieci, starców, chorych i niepracujących została podjęta w sierpniu 1942 w Głównym Urzędzie Bezpieczeństwa Rzeszy. Przed rozpoczęciem deportacji 1 i 2 września 1942 nastąpiła ewakuacja więzienia i szpitali na terenie getta, która objęła około 2000 pacjentów. Podczas akcji ewakuacji część uciekających pacjentów oraz personelu szpitali, którzy nie poddawali się rozkazom, zamordowano.

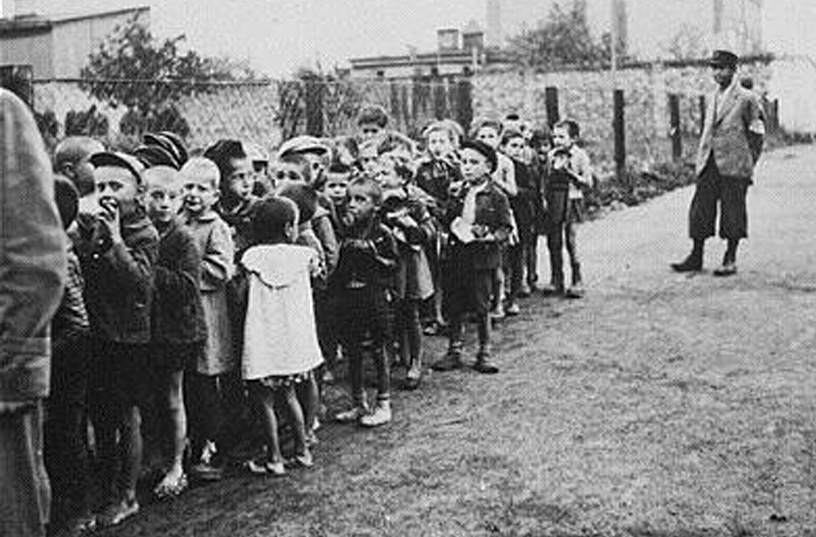
Deportacja dzieci do Chełmna we wrześniu 1942

Właściwa część deportacji została poprzedzona dramatycznym przemówieniem na placu strażackim przewodniczącego Rady Żydów Chaima Mordechaja Rumkowskiego z 4 września 1942:

Ponury podmuch uderzył getto. Żądają od nas abyśmy zrezygnowali z tego, co mamy najlepszego – naszych dzieci i Starszych. […] W moim wieku, muszę rozłożyć ręce i błagać: Bracia i siostry! Oddajcie mi je! Ojcowie i matki – dajcie mi swoje dzieci! […] Muszę przygotować tę trudną i krwawą operację, muszę odciąć gałęzie, aby ocalić pień. Muszę zabrać dzieci, ponieważ jeżeli tego nie zrobię, inni mogą być także zabrani – broń Boże. […] Wyciągam do was moje złamane, trzęsące się ręce i błagam: dajcie tym rękom ofiary! Tylko tak możemy zapobiec przyszłym cierpieniom i zbiorowość 100 000 Żydów może być zachowana.

Rumkowski sugerował, że Niemcy chcieli się pozbyć łącznie 24 tys. osób – 3 tys. każdego z 8 dni Szpery. Po przemówieniu Rumkowskiego nastąpił szturm na biura meldunkowe. Według publicysty z getta – Oskara Singera – chcieli oni doprowadzać do zmian w metrykach urodzenia, przedkładając fałszywe i prawdziwe dokumenty, próbując wykazać, że dzieci są starsze, a seniorzy młodzi.
5 września opublikowano ogłoszenie na murach getta. Obwieszczało ono o zakazie przemieszczania się ludności w getcie (niem. Allgemeine Gehsperre). Tego samego dnia Rumkowski zorganizował Komisję Wysiedleńczą, sporządzającą listy osób wskazanych do deportacji i to on akceptował skład list. W kolejnych dniach Służby Porządkowe oraz Służby Oddziału Specjalnego składające się z żydowskich policjantów na podstawie list wyciągały ludzi z mieszkań, prowadząc ich na stację kolejową Łódź Radogoszcz.
Dochodziło do szarpanin pomiędzy policją a rodzicami dzieci, a odebranie dziecka trwało nawet kilkanaście minut. Władze niemieckie widząc, że działalność żydowskich oddziałów jest nieskuteczna, skierowały do getta oddziały Gestapo i niemieckiej policji, co doprowadziło do jeszcze brutalniejszego tłumienia oporu, przy użyciu broni. Niemcy strzelali również bez ostrzeżenia, atakując ludzi stojących na ulicy, a także zastrzelili co najmniej około 200 rodziców, którzy nie chcieli oddać swoich dzieci. W przypadku ewakuacji szpitali Niemcy wyrzucali dzieci przez okna.
12 września 1942 zakończyła się Wielka Szpera. Władze niemieckie opublikowały 2 ogłoszenia o ponownym uruchomieniu fabryk i warsztatów od 14 września 1942, wcześniej rozpoczęto wydawanie racji żywnościowych oraz otwarto sklepy. Od tej pory łódzkie getto przede wszystkim funkcjonowało jako obóz pracy przymusowej.
Deportowani Żydzi trafili do obozu zagłady w Chełmnie nad Nerem, gdzie łącznie zamordowano około 200 tys. osób, stosując mobilne komory gazowe.

### Zwolnieni z deportacji
Z wysiedlenia zostały zwolnione dzieci uprzywilejowanej warstwy Żydów, w tym. m.in. policjantów, strażaków czy kierowników najważniejszych resortów.
Jedynym dzieckiem, które urodziło się w getcie i uniknęło Wielkiej Szpery był Józef Naftali – syn Barucha Praszkiera – członka Judenratu łódzkiego getta.

### Ofiary
Według oficjalnych danych w ramach Wielkiej Szpery do obozu zagłady deportowano 15 681 osób (około 1/3 mieszkańców getta) choć szacuje się, że mogło być to nawet 20 000 osób, ponadto zamordowano kilkaset osób za stawianie oporu oraz 35 osób powieszono za próby ucieczki z transportu lub opuszczenie miejsca pracy.

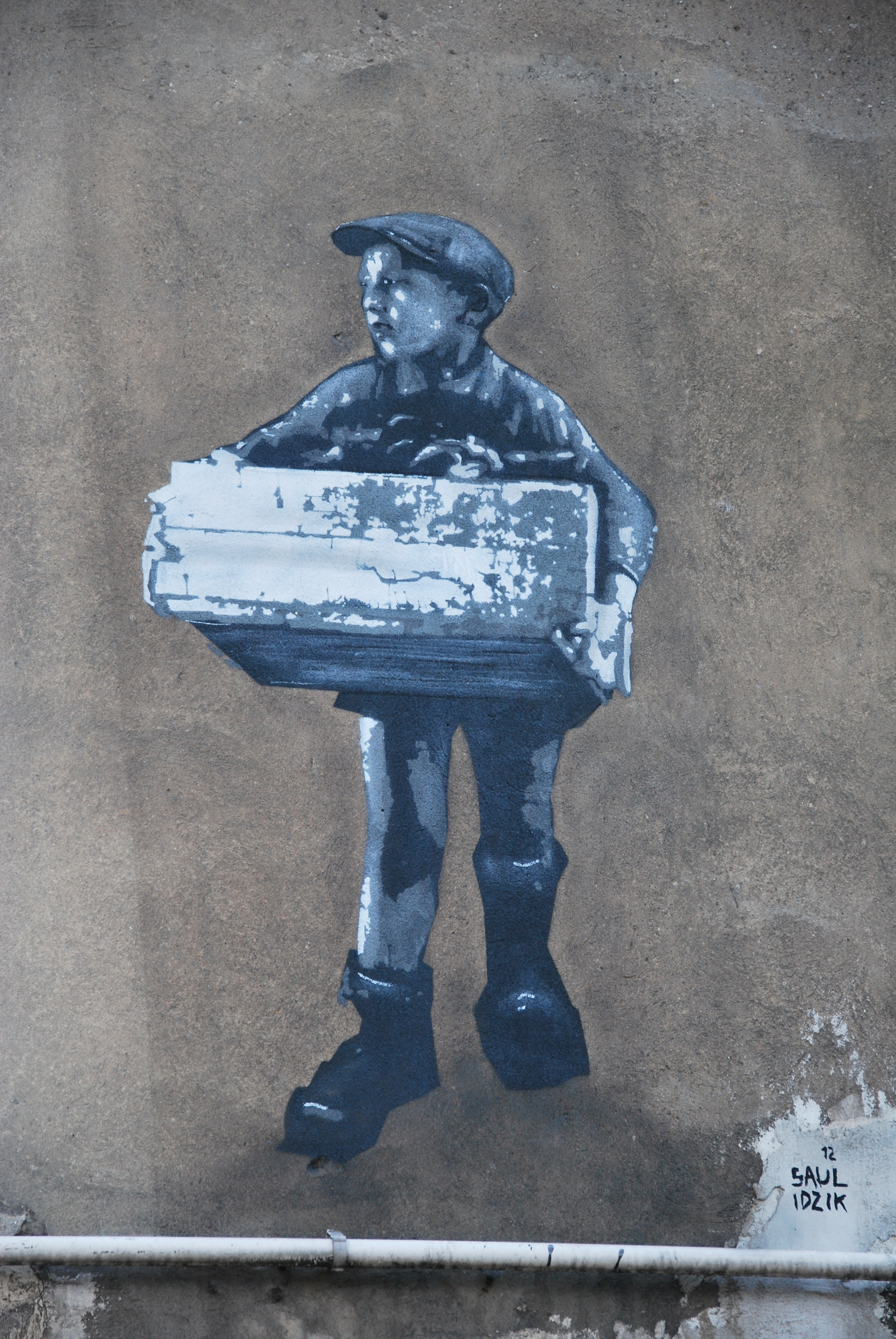
Mural upamiętniający Wielką Szperę, ul. Organizacji WiN 16, Łódź

## Upamiętnienie
- 29 sierpnia oraz 4 września 2012 w ramach obchodów 70 rocznicy Wielkiej Szpery, odbył się w Łodzi spektakl „Szpera ’42”[2].
- W ramach projektu „Dzieci Bałut – murale pamięci” w ramach obchodów 70 rocznicy Wielkiej Szpery wrześniu 2012 odsłonięto 3 murale przedstawiające dzieci, na terenie byłego getta, upamiętniające deportację dzieci do obozu zagłady[8]. Do 2017 sportretowano w ten sposób łącznie 25 dzieci[9].
- W 2015 powstał film dokumentalny w reżyserii Piotra Perza i Piotra Weycherta pt. „Wielka szpera”, opisujący wydarzenia z łódzkiego getta[10][11].
- W 2017 w teatrze Dom miał premierę spektakl „Wielka Szpera” Andrzeja Marii Marczewskiego na podstawie dzienników Józefa Zelkowicza[12].